# Chaeryong
Chaeryŏng là một huyện thuộc tỉnh Hwanghae Nam tại Cộng hòa Dân chủ Nhân dân Triều Tiên. Huyện có diện tích 328,4 km², dân số vào năm 2008 là 125.631 người (59.212 nam và 66.419 nữ), dân số thành thị là 39.387 người (31,35%), dân số nông thôn là 86.244 người (68,65%).

## Địa lý
Chaeryŏng nằm bên sông Chaeryong, huyện giáp với Anak và Sinchon ở phía tây, phía nam giáp với Sinwon, phía đông là Ŭnp'a, Pongsan và Sariwon của tỉnh Hwanghae Bắc.

## Lịch sử
Huyện Chaeryŏng được thành lập từ thời kỳ Cao Câu Ly, lúc đó được gọi là Siksŏng (息城郡, Tức Thành quận). Triều đại Cao Câu Ly đã để mất quyền quyển soát vùng đất này cho đến khi nước Cao Ly thống nhất Triều Tiên và đặt cho huyện tên gọi hiện nay vào năm 1217. Đến năm 1415 nó được thăng lên thành quận vào thời nhà Triều Tiên. Chaeryŏng trong một thời gian ngắn từng thống nhất với phủ Hwanghae mới được thành lập năm 1895, nhưng sau đó đã được phục hồi lại như cũ vào năm 1896. Loại hình hành chính hiện tại của huyện được hình thành từ năm 1952.

## Giao thông
Huyện có tuyến xe lửa đi qua với hai ga là Chaeryong và Kumsan. Cũng có một tuyến quốc lộ chạy qua thị trấn Chaeryong.

## Hành chính
Huyện được chia thành 1 thị trấn (ŭp), một khu lao động (rodongjagu) và 24 xã (ri).
|                | Chosŏn'gŭl   | Hancha       | Hán Việt                 |
| -------------- | ------------ | ------------ | ------------------------ |
| Chaeryŏng      | 재령읍       | 載寧邑       | Tái Ninh ấp              |
| Kŭmsan         | 금산노동자구 | 金山勞動者區 | Kim Sơn lao động giả khu |
| Chaech'ŏn      | 재천리       | 財泉里       | Tài Tuyền lý             |
| Changguk-ri    | 장국리       | 墻菊里       | Tường Cúc lý             |
| Ch'ŏngch'ŏn-ri | 청천리       | 清川里       | Thanh Xuyên lý           |
| Ch'ŏnma-ri     | 천마리       | 川磨里       | Xuyên Ma lý              |
| Kanggyo-ri     | 강교리       | 江橋里       | Giang Kiều lý            |
| Kim Che-won-ri | 김제원리     | 金濟元里     | Kim Tế Nguyên lý         |
| Kosan-ri       | 고산리       | 孤山里       | Cô Sơn lý                |
| Kulhae-ri      | 굴해리       | 屈海里       | Khuất Hải lý             |
| Namji-ri       | 남지리       | 南芝里       | Nam Chi lý               |
| Pongch'ŏn-ri   | 봉천리       | 蓬泉里       | Bồng Tuyền lý            |
| Pongo-ri       | 봉오리       | 鳳梧里       | Phượng Ngô lý            |
| Pudŏk-ri       | 부덕리       | 富德里       | Phú Đức lý               |
| Pukji-ri       | 북지리       | 北芝里       | Bắc Chi lý               |
| Pyŏksan-ri     | 벽산리       | 碧山里       | Bích Sơn lý              |
| Naerim-ri      | 래림리       | 來臨里       | Lai Lâm lý               |
| Ryonggyo-ri    | 룡교리       | 龍橋里       | Long Kiều lý             |
| Samjigang-ri   | 삼지강리     | 三支江里     | Tam Chi Giang lý         |
| Singot-ri      | 신곶리       | 新串里       | Tân Xuyến lý             |
| Sinhwanp'o-ri  | 신환포리     | 新換浦里     | Tân Hoán Phổ lý          |
| Sŏkt'an-ri     | 석탄리       | 石灘里       | Thạch Than lý            |
| Sŏrim-ri       | 서림리       | 西林里       | Tây Lâm lý               |
| Sŏwŏn-ri       | 서원리       | 書院里       | Thư Viện lý              |
| Tongsinhung-ri | 동신흥리     | 東新興里     | Đông Tân Hưng lý         |
| Yanggye-ri     | 양계리       | 陽溪里       | Dương Khê lý             |